# Liam Millar
Liam Millar (* 27. September 1999 in Toronto, Ontario) ist ein kanadischer Fußballspieler.

## Vereinskarriere

### Karrierebeginn in Kanada und Wechsel zu Fulham
Liam Millar wurde am 27. September 1999 in der Millionenstadt Toronto in eine fußballbegeisterte Familie – bereits sein Vater Alan und sein Großvater Malcolm waren Fußballer – geboren und begann seine Karriere als Fußballspieler als Vierjähriger beim Nachwuchsausbildungsverein Brampton Youth SC in der nordwestlich von Toronto befindlichen Großstadt Brampton, in der er auch aufwuchs. Im Jahre 2005 wurde er beim wenige Kilometer südlich gelegenen North Mississauga SC, einem weiteren Jugendverein, angemeldet, durchlief sämtliche Spielklassen und war dort bis 2013 aktiv. Als 13-Jähriger schaffte er im Jahre 2013 den Sprung nach Europa und kam in der Akademie des Premier-League-Klubs FC Fulham unter. Dort hatte er anfangs allerdings Probleme sich im englischen Fußball zurechtzufinden. Laut eigener Aussage dauerte es zweieinhalb Jahre, ehe er im englischen Fußball angekommen war. Nach knapp drei Jahren im Westen von London wechselte Millar an die Merseyside und kam im Sommer 2016 in die Akademie des FC Liverpool, wo er anfangs mit Verletzungsproblemen zu kämpfen hatte.

### Aufstrebender Spieler bei Liverpool
Am 15. August 2016 startete der 16-Jährige in die Professional U18 Development League, umgangssprachlich U18 Premier League genannt, und erzielte gleich in der dritten Minute nach Vorlage von Herbie Kane seinen ersten Treffer. Nach einer weiteren Vorlage von Kane in Minute 54 und einem Assist von Yan Dhanda in der 56. Minute erzielte er die Treffer zum 2:0 und 3:0, ehe er in der 64. Spielminute durch Glen McAuley ersetzt wurde und das Spiel gegen die U-18 der Blackburn Rovers in einem 4:0-Sieg der Liverpooler endete. Nachdem er von Trainer Neil Critchley in den beiden darauffolgenden Ligaspielen bereits über die volle Spieldauer eingesetzt worden war, verletzte sich Millar in der vierten Meisterschaftsrunde gegen den Nachwuchs von Stoke City schwer, als er sich einen 15 Zentimeter langen Riss im Quadrizeps zuzog. Dadurch fiel der bis zu diesem Zeitpunkt als Mittelstürmer und hängende Spitze eingesetzte Millar für drei Monate verletzungsbedingt aus und kehrte erst Mitte Januar 2017 wieder in das Stammaufgebot der Reds zurück. Bereits einen Monat nach seinem ersten Spiel für den FC Liverpool unterzeichnete der Kanadier am Tag seines 17. Geburtstages seinen ersten Profivertrag.
Danach wurde er, mit Ausnahme eines Spiels, als er gerade für sein Heimatland an einem Länderspiel mitwirkte, in allen Spielen bis zum Ende der ersten Meisterschaftsphase eingesetzt, wobei er bei insgesamt zehn von 22 möglichen Einsätzen in dieser Anfang März endenden Phase auf sechs Treffer und eine Torvorlage kam. Dabei kam er weiterhin auf diversen Offensivpositionen zum Einsatz, zumeist als Linksaußen und als Mittelstürmer. Als Drittplatzierter in der North Division qualifizierte sich der FC Liverpool nach dem ersten Durchgang für die Gruppe 1 des zweiten Meisterschaftsphase. Bei den sieben Spielen seiner Mannschaft war Millar in allen im Einsatz und wurde mit dem Team, trotz eines verhältnismäßig guten Starts, am Ende Achter und damit Letzter der Gruppe 1. Der zumeist als Linksaußen, aber auch als Mittelstürmer eingesetzte Kanadier blieb in diesen Begegnungen selbst torlos, konnte aber im ersten Spiel, als er bereits in der 30. Minute nach einer roten Karte vom Platz musste, eine Torvorlage beisteuern. Laut eigenen Aussagen erzielte Millar in der Saison 2016/17, Freundschafts- und Testspiel miteingerechnet, rund 45 bis 50 Tore in etwa 32 Spielen.

### Erste Auftritte in der U23-Mannschaft der Reds
In die darauffolgenden Spielzeit 2017/18 startete Millar noch als Stammspieler in der Offensive der U-18-Akademiemannschaft und nahm mit dieser unter anderem an der Gruppenphase (Champions-League-Weg) der UEFA Youth League 2017/18 teil. Dort gewann Liverpool fünf seiner sechs Spiele und zog als Sieger der Gruppe E ins Achtelfinale ein. Nach einem dortigen 2:0-Sieg über die Jugend von Manchester United, schied die Mannschaft im darauffolgenden Viertelfinale erst im Elfmeterschießen gegen Manchester City aus. Der Kanadier wurde in allen acht Youth-League-Partien eingesetzt, erzielte zwei Tore und leistete die Vorarbeit zu drei weiteren Treffern seiner Teamkollegen. Unter dem nunmehrigen U-18-Trainer Steven Gerrard kam er in der U18 Premier League weiterhin auf diversen Offensivpositionen zum Einsatz, blieb aber zumeist seiner angestammten Position als Mittelstürmer treu. Bei 18 von 22 möglichen Einsätzen im ersten Grunddurchgang der U-18-Liga konnte er abermals mit seiner Torgefährlichkeit und Offensivstärke überzeugen; acht Tore und sechs Assists konnte er mit Ende des Grunddurchgangs beisteuern. Am 12. Januar 2018 schaffte er abermals unter Neil Critchley den Durchbruch in den U-23-Kader, als er bei der 2:3-Auswärtsniederlage gegen Manchester City in der zwölften Minute der Nachspielzeit der ersten Spielhälfte für Rhian Brewster auf den Rasen kam und in Minute 90 die Vorarbeit für den Treffer zum 2:3-Endstand durch Toni Gomes leistete. Unter Critchley brachte es der 18-jährige Kanadier in der Professional U23 Development League, der umgangssprachlichen U23 Premier League, zu neun Meisterschaftseinsätzen, in denen er allerdings torlos blieb. Die Torvorlage in seinem Debütspiel sollte ebenfalls die einzige in der U-23-Mannschaft in dieser Saison bleiben.
In die Saison 2018/19 startete er bereits für die U-23-Mannschaft, wobei kurz vor Saisonbeginn in den Medien über einen möglichen Wechsel zum AFC Sunderland berichtet wurde.

### Leihen nach Schottland und London
Ende Januar 2019 unterschrieb Millar einen langfristigen Vertrag und wechselte bis zum Ende der Saison 2018/19 auf Leihbasis zum schottischen Erstligisten FC Kilmarnock. Er kam bis zum Saisonende zu 8 Einwechslungen in der regulären Saison und erzielte ein Tor. In den anschließenden Meisterschafts-Play-offs folgten 5 Einsätze (2-mal in der Startelf). Die Mannschaft erreichte den 3. Platz. Zudem spielte Millar einmal im Scottish FA Cup. Zur Sommervorbereitung 2019 kehrte der 19-Jährige zunächst zur U23 des FC Liverpool zurück. Anfang August 2019 wurde jedoch mit dem FC Kilmarnock ein weiteres Leihgeschäft für die Saison 2019/20 abgeschlossen. Millar etablierte sich nun als Stammspieler und kam bis zum Jahresende 20-mal (14-mal von Beginn) in der Liga zum Einsatz, wobei er ein Tor erzielte.
Anfang Januar 2020 wurde die Leihe vorzeitig beendet. Millar kam bis zum Ende der Saison 2019/20 2-mal für die U23 zum Einsatz und erzielte ein Tor. In der Saison 2020/21 folgten bis zum Jahresende 11 Einsätze und 3 Tore.
Anfang Januar 2021 verlängerte Millar seinen Vertrag beim FC Liverpool und wechselte bis zum Ende der Saison 2020/21 zum Drittligisten Charlton Athletic. Bei den Londonern etablierte sich der 21-Jährige sofort als Stammspieler und absolvierte 27 Drittligaspiele (23-mal von Beginn), in denen er 3 Tore erzielte.

### Wechsel nach Basel
Zur Saison 2021/22 wechselte Millar zum Schweizer Erstligisten FC Basel, bei dem er einen Vertrag bis zum 30. Juni 2025 unterschrieb. Für die Saison 2023/24 wurde er an Preston North End in die EFL Championship ausgeliehen.

## Nationalmannschaftskarriere
Während seiner Anfangszeit beim FC Fulham sammele Millar im Jahre 2014 seine ersten Erfahrungen in eine Nachwuchsnationalmannschaft der Canadian Soccer Association, als er von Trainer Sean Fleming in ein Trainingscamp der kanadischen U-17-Nationalmannschaft beordert wurde und danach als 14-Jähriger am Turnier von Montaigu teilnahm. Danach vergingen knapp zweieinhalb Jahre, ehe Millar unter Trainer Rob Gale in einem neuntägigen Trainingscamp der kanadischen U-20-Männer in Costa Rica teilnahm. Danach dauerte es ein weiteres halbes Jahr bis Gale ihn für eine weitere Zeit in den U-20-Kader Kanadas holte. Dabei nahm er mit einem 20-köpfigen Spieleraufgebot an der CONCACAF U-20-Meisterschaft des Jahres 2017 teil. Bei der Endrunde in Costa Rica, für die sich die Kanadier automatisch qualifiziert hatten, wurde der Offensivakteur in allen drei Gruppenspielen der Kanadier eingesetzt. Mit lediglich einem Sieg aus diesen drei Partien wurde Kanada hinter Honduras (Zweiter) und Mexiko (Erster) Dritter der Gruppe A und schied frühzeitig aus dem laufenden Turnier aus.
Während seiner erfolgreichen Zeit an der Akademie des FC Liverpool wurde Millar im März 2018 vom neuen kanadischen Nationaltrainer John Herdman erstmals in den Kader der kanadischen A-Nationalmannschaft berufen. Während dieses Trainingscamps gab der 18-Jährige sein A-Länderspieldebüt, als bei einem 1:0-Sieg über Neuseeland von Beginn an am Rasen war und über die vollen 90 Minuten durchspielte. Im Mai 2018 nahm er mit dem kanadischen U-21-Kader am Turnier von Toulon teil. Mit seinem Heimatland schied er jedoch bereits in der Gruppenphase aus, als hinter der Türkei der zweite Platz in der Gruppe C belegt wurde; er selbst wurde vom Trainergespann John Herdman und Mauro Biello in allen drei Gruppenspielen eingesetzt.